# William Sterndale Bennett
William Sterndale Bennett, född 13 april 1816, död 1 februari 1875, var en brittisk tonsättare. Han var dotterson till James Donn.
Bennett studerade vid Royal Academy of Music i London och senare i Leipzig, där Felix Mendelssohn och Robert Schumann intresserade sig för honom. År 1849 instiftade Bennett Bachsällskapet i London, och blev 1856 dirigent i Filharmoniska sällskapet, och 1866 direktör för Royal Academy of Music. År 1856 blev han musikprofessor vid universitetet i Cambridge, 1876 master of arts där och 1870 hedersdoktor i Oxford. År 1871 upphöjdes han till adligt stånd. 
Bennetts främsta verk är konserter för piano och uvertyrer, en symfoni i G-moll, kantaten Majdrottningen, samt oratoriet Kvinnan från Samaria. Han skrev dessutom kammarmusik, saker för piano och sånger. Bennett betraktas vanligen som grundläggare av en nationellt romantisk skola i England - hans verk är dock tydligt påverkade av den tyska romantiken - i synnerhet Mendelssohn.